# Зотово (Глазовський район)
Зо́тово (рос. Зотово) — присілок в Глазовському районі Удмуртії, Росія.

## Населення
Населення — 13 осіб (2010; 17 в 2002).
Національний склад станом на 2002 рік:
- росіяни — 82 %

## Урбаноніми[3]
- вулиці — Дачна, Зотовська